# Televisietoren Roosendaal
De Televisietoren Roosendaal is een toren met zendmast in de Noord-Brabantse plaats Roosendaal voor het uitzenden van radio- en televisiesignalen en (mobiele) telecommunicatie. De voormalige PTT/KPN-toren is tussen 1955 en 1957 gebouwd aan de zuidrand van de stad, nabij de weg naar Nispen en is sindsdien gezichtsbepalend in Roosendaal.
De toren is als straalverbindingstoren gebouwd om tv-uitzendingen vanuit de studio’s in Bussum en Hilversum door te stralen naar de televisietoren in Goes, de Boerentoren in Antwerpen en vice versa. Vanwege de kromming van de aarde was deze zogenaamde relaypost nodig. Vanaf 1957 werden ook telefoongesprekken via paraboolantennes boven in de toren naar andere ontvangstpunten van de toenmalige PTT doorgestuurd. Met de komst van glasvezel is deze functie verloren gegaan. De toren wordt sinds 1986 ook gebruikt voor het uitzenden van FM-radio door Omroep Brabant en sinds 2013 voor digitale radio (DAB+).
De toren inclusief de mast was aanvankelijk 129,26 meter hoog, maar in verband met de plaatsing van nieuwe antennes voor digitale televisie is hij in 2008 ingekort en is sindsdien 121,40 meter hoog.
Op 1 juli 1955 werd gestart met het grondwerk voor de bouw van de 86 meter hoge (NAP: +6m) betonconstructie, waarvan ruim 82 meter boven het maaiveld staat.